# Ieke Moerdijk
Ieke Moerdijk (23 januari 1958, Veenendaal) is een Nederlands wiskundige. Hij is als hoogleraar algebra en topologie verbonden aan de Universiteit Utrecht. Moerdijk verricht onder meer onderzoek naar de logische structuur van de kwantuminformatietheorie. In 2012 ontving hij de Spinozapremie.

## Carrière
Moerdijk studeerde wiskunde, filosofie en algemene taalwetenschap aan de Universiteit van Amsterdam. Hij promoveerde in 1985 cum laude op een proefschrift met als onderwerp Verbanden tussen mathematische logica en topologie. De titel van het proefschrift luidt: Topics in intuitionism and topos theory. Hierna werkte Moerdijk als postdoctoraal onderzoeker aan de Universiteiten van Chicago en Cambridge.
Van 1988 tot 1996 was Moerdijk universitair hoofddocent aan de Universiteit Utrecht. Van 1996 tot 2002 was hij bijzonder hoogleraar "ruimte voor de logica" en van 2002 tot 2011 was hij hoogleraar topologie aan de Universiteit Utrecht. In 2011 werd hij aangesteld als hoogleraar algebra en topologie aan de Radboud Universiteit Nijmegen. In 2012 is hij benoemd tot profileringshoogleraar onbezoldigd algebraïsche topologie. In 2016 keerde hij als hoogleraar fundamentele wiskunde terug naar de Universiteit Utrecht.
Moerdijk heeft meerdere gasthoogleraarschappen gehad, onder meer aan het St John's College in Cambridge, de McGill-universiteit in Montreal, de Universiteit van Sydney en aan de Universiteit van Aarhus.
Hij is voorzitter van de adviescommissie Ammodo KNAW Awards (Natural Sciences).

## Onderzoek
Moerdijk wordt als een van de grondleggers van de algebraïsche verzamelingenleer gezien. Later is zijn onderzoek zich meer gaan richten op algebraïsche topologie en de differentiaalmeetkunde. In 1992 schreef hij een standaardwerk op het gebied van de topostheorie met als titel: Sheaves in geometry and logic. A first introduction to topos theory. Sinds 2011 verricht Moerdijk onder andere onderzoek naar de logische structuur van de kwantuminformatietheorie. Met zijn onderzoekt legt Moerdijk dwarsverbanden tussen topologie en logica.
Moerdijk heeft meer dan honderd publicaties op zijn naam staan en hij heeft een aantal invloedrijke boeken geschreven.

## Erkenning
In 1986 ontving Moerdijk de Huygens Fellowship en daarna een PIONIER-beurs. In 2006 werd Moerdijk lid van de Koninklijke Nederlandse Akademie van Wetenschappen waar hij participeert in de sectie Wiskunde, onderdeel van de afdeling Natuurkunde. Op 3 april 2012 ontving hij de Descartes-Huygensprijs voor zijn bijdrage aan de Frans-Nederlandse wetenschapssamenwerking. In datzelfde jaar ontving hij de Spinozapremie. In 2014 werd hij benoemd tot lid van de Academia Europaea.

## Publicaties (selectie)
- Mac Lane, Saunders; Moerdijk, Ieke (1994) Sheaves in geometry and logic. A first introduction to topos theory. Corrected reprint of the 1992 edition. Universitext. Springer-Verlag, New York, 1994.
- Moerdijk, I.; Mrčun, J. (2003) Introduction to foliations and Lie groupoids. Cambridge Studies in Advanced Mathematics, 91. Cambridge University Press, Cambridge.
- Moerdijk, Ieke; Reyes, Gonzalo E. (1991) Models for smooth infinitesimal analysis. Springer-Verlag, New York.
- Joyal, A.; Moerdijk, I. (1995) Algebraic set theory. London Mathematical Society Lecture Note Series, 220. Cambridge University Press, Cambridge.
- Ieke Moerdijk, "Classifying spaces and classifying topoi", Lecture Notes in Mathematics 1616, Springer 1995. vi+94 pp. ISBN 3-540-60319-0